# Буліші
Буліші (груз. ბულიში) — село в Грузії.
За даними перепису населення 2014 року в селі проживає 431 особи.